# Papers, Please
Papers, Please – komputerowa gra logiczna stworzona przez producenta niezależnych gier komputerowych, Lucasa Pope’a, skupiająca się na emocjach towarzyszących pracy w charakterze przedstawiciela urzędu imigracyjnego. Rozgrywka polega na podejmowaniu decyzji któremu z petentów zezwolić, a któremu odmówić wstępu do fikcyjnego komunistycznego kraju o nazwie Arstoczka. Produkcja została wydana 8 sierpnia 2013 roku na platformach Microsoft Windows oraz macOS, 12 lutego 2014 roku na Linuksie i 12 grudnia 2014 na systemie iOS. W sierpniu 2014 roku zapowiedziano port na konsolę PlayStation Vita.
W marcu 2014 roku produkcja otrzymała nagrodę BAFTA w kategorii strategia i symulacja.

## Rozgrywka
Fabuła Papers, Please traktuje o życiu zawodowym inspektora imigracyjnego pracującego na przejściu granicznym położonym w fikcyjnym kraju Arstoczka. Gracz ma za zadanie kontrolować dokumenty przybywających ludzi, używając nieskomplikowanej tablicy przyrządów, aby upewnić się, czy są one zgodne z prawem. Ma to na celu ochronę kraju przed niepożądanymi osobami takimi jak: terroryści, przestępcy czy przemytnicy. W razie wykrycia niezgodności, gracz może przesłuchać ubiegającego się o wstęp w celu jej wyjaśnienia oraz, jeśli zachodzi taka potrzeba, zebrać odciski palców lub wykonać skan całego ciała. W niektórych przypadkach grający ma możliwość zaaresztowania petenta czy też przyjęcia proponowanej przez niego łapówki.
Pod koniec każdego dnia pracy gracz otrzymuje określoną kwotę pieniędzy uzależnioną od liczby udzielonych pozwoleń, wielkości łapówek, a także kar finansowych wymierzonych za popełnione błędy. Następnie musi zadecydować jak rozdysponować swoje zasoby pieniężne pomiędzy czynsz, produkty żywnościowe, ogrzewanie i inne artykuły pierwszej potrzeby, aby zapewnić byt sobie i swojej rodzinie. Podczas gdy wzajemne relacje pomiędzy Arstoczką a sąsiednimi krajami pogarszają się, między innymi w związku z powtarzającymi się atakami terrorystycznymi, stopniowej zmianie ulegają przepisy imigracyjne. Zmiany te mogą polegać na wprowadzeniu zakazu wstępu dla obywateli konkretnego kraju czy domaganiu się specyficznej i aktualnej dokumentacji. W trakcie rozgrywki gracz może zmagać się z dylematami moralnymi, takimi jak decyzja o wpuszczeniu do kraju małżonka imigranta pomimo niespełniania przez niego wymogów formalnych, który może okazać się zamachowcem. Gra zawiera losowo generowane postacie, do których tworzenia wykorzystywane są przygotowane przez twórcę szablony, oraz unikalnych bohaterów.
W grze pojawia się także tajemnicza antyrządowa organizacja znana jako EZIC. Jej członkowie co pewien czas zjawiają się na przejściu granicznym i instruują gracza, co ma zrobić, aby pomóc ugrupowaniu w obaleniu obecnego rządu i przejęciu władzy. Grający może wspomóc organizację bądź zlekceważyć jej rozkazy.
Produkcja ma tryb fabularny z dwudziestoma możliwymi zakończeniami pojawiającymi się w zależności od wyborów dokonywanych przez gracza, jak i losowy tryb gry w nieskończoność, który trzeba odblokować.

## Produkcja

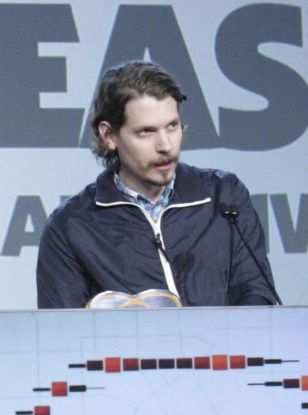
Lucas Pope otrzymujący nagrodę za grę w 2014 na Game Developers Conference.

Lucas Pope rozpoczął prace nad Papers, Please w listopadzie 2012 roku, używając języka programowania HaXe i platformy programistycznej NME, które należą do oprogramowania otwartego. Jako Amerykanin mieszkający w Japonii Pope miał styczność z imigracją podczas międzynarodowych podróży i stwierdził, że to doświadczenie, które opisuje jako „napięte”, podsunęło mu pomysł stworzenia gry. Przed wydaniem Pope stworzył formularz, w którym społeczność mogła zamieszczać wymyślone przez siebie personalia, które są obecnie losowo przydzielane do postaci w produkcji. Papers, Please została zgłoszona na Steam Greenlight 11 kwietnia 2013 roku, a zaakceptowana 1 maja tego samego roku.
12 grudnia 2014 roku gra ukazała się na iPadzie. W związku z zasadami przedsiębiorstwa Apple z tej wersji usunięto wizerunki nagości, występujące podczas skanowania osób.

## Odbiór
Tytuł został pozytywnie przyjęty przez krytyków, zyskując średnie ocen 85/100 w agregatorze Metacritic i 81,95% w GameRankings. Papers, Please została doceniona za wywoływanie uczucia immersji poprzez mechanikę gry, a także intensywne poruszenie emocjonalne gracza. Jonathan Ore z CBC News nazwał dzieło „wykańczającą nerwowo grą szpiegowską o bezwzględnym tempie i wielu fascynujących postaciach – a wszystko to w pracy za biurkiem”. Simon Parkin pisząc na blogu „The New Yorker” uznał produkcję za najlepszą grę 2013 roku. Jak pisze: „ponurość gry oddziałuje tak mocno, że może zmienić twoje nastawienie podczas kolejnego oczekiwania w kolejce na lotnisku”.
Jednak niektórzy recenzenci krytycznie odnieśli się do papierkowej pracy przedstawionej w fabule gry. Stephanie Bendixsen z programu poświęconego grom komputerowym Good Game emitowanego przez ABC, opisała grę jako „nudną”, pisząc: „podczas gdy następstwa podejmowanych decyzji były dla mnie dość interesujące, byłam tak znudzona, że męczyłam się, przechodząc z jednego dnia do kolejnego. To było coś w rodzaju pomieszania chęci dowiedzenia się co stanie się później, a chęci zakończenia tego wszystkiego”.
Gra zajęła pierwsze miejsca rankingów pięciu najlepszych gier indie 2013 roku magazynu „Forbes” oraz dziesięciu najlepszych gier 2013 roku magazynu „Wired”. 12 marca 2014 roku tytuł otrzymał nagrodę BAFTA w kategorii strategia i symulacja, był także nominowany w kategoriach gra roku, najlepszy design oraz innowacja roku. 20 marca 2014 roku, podczas Game Developers Conference, na gali nagród Game Developers Choice Awards Papers, Please wygrała w kategoriach nagroda innowacyjności i najlepsza gra do ściągnięcia, natomiast na gali Independent Games Festival Awards w kategoriach doskonałość w narracji, doskonałość w projektowaniu oraz nagroda główna Seumasa McNally’ego, była też nominowana w kategorii nagroda innowacyjności (Nuovo Award).
W marcu 2014 roku podano, że produkcja sprzedała się w liczbie 500 tysięcy egzemplarzy. Redakcja magazynu PC Gamer UK w 2015 roku przyznała grze 56. miejsce na liście najlepszych gier na PC.

## Nawiązania
W Uncharted 4: Kres złodzieja pojawiają się nawiązania do fikcyjnego państwa. Sam autor gry pracował też nad Uncharted: Fortuna Drake’a i Uncharted 2: Pośród złodziei.
Na podstawie gry powstał krótkometrażowy film, stworzony przez rosyjskie studio Kinodom Productions. Ekranizacja miała premierę w 2018 roku.
Papers, Please stała się inspiracją do stworzenia gry Not Tonight. Akcję tytułu umiejscowiono w realiach po twardym Brexicie, co podkreśla, że problemy występujące w ustrojach totalitarnych mogą pojawić się w krajach, które do niedawna cieszyły się otwartością i demokracją.